# Boris Nadezhdin
Borís Borísovich Nadezhdin (ruso: Борис Борисович Надеждин; nacido el 26 de abril de 1963) es un político de oposición ruso. Sirvió en la Duma Estatal de 1999 a 2003. También fue concejal municipal en Moscú y se le consideraba un aliado cercano del político opositor asesinado Borís Nemtsov.
En noviembre de 2023, Nadezhdin anunció su candidatura a las elecciones presidenciales rusas de 2024.

## Primeros años
Nadezhdin nació en Taskent, Uzbekistán soviético. Es de ascendencia rusa, ucraniana, polaca, rumana y judía. Sobrevivió al terremoto de Taskent de 1966, que ocurrió en su tercer cumpleaños. En 1969, sus padres lo llevaron a la ciudad de Dolgoprudny, donde su padre estudiaba en el Instituto de Física y Tecnología de Moscú (IFTM) y su madre estudiaba en el Conservatorio de Moscú. Durante cinco generaciones en la familia Nadezhdin, todos los hombres llevaron el nombre de Borís. Su abuelo fue un compositor uzbeko soviético y profesor asociado en el Conservatorio de Taskent. Su abuelo materno huyó a Uzbekistán desde Ucrania después de la Revolución de Octubre.

## Carrera política
Nadezhdhin sirvió en la tercera legislatura de la Duma Estatal de 1999 a 2003.
Nadezhdin se postuló en las elecciones legislativas rusas de 2003 desde el distrito 109 de Mytischi del Óblast de Moscú. Perdió las elecciones ante el ex comandante del Distrito de Tropas Internas de Moscú, Arkadi Baskáiev (Partido Popular de la Federación Rusa). También perdió las elecciones el partido Unión de Fuerzas de Derecha, del que era miembro Nadezhdin. Al mismo tiempo, se celebraron elecciones para el Consejo de Diputados de Dolgoprudny, en las que también perdió el bloque Ciudad de la Esperanza, patrocinado por Nadezhdin.
En agosto de 2005, Nadezhdin fue miembro del grupo de iniciativa para el nombramiento del exjefe de Yukos, Mijaíl Jodorkovski, a la Duma Estatal en las elecciones parciales para el 201.º Distrito Universitario de Moscú. La nominación no se produjo debido a la entrada en vigor de la sentencia en el primer caso penal contra Yukos.
En marzo de 2007, Nadezhdin fue candidato de la Unión de Fuerzas de Derecha en las elecciones a la Duma Regional de Moscú. Según los resultados anunciados por la comisión electoral regional, el partido perdió las elecciones. Sin embargo, Nadezhdin afirmó que, según sus datos, la Unión de Fuerzas de Derecha había superado la barrera del siete por ciento:

La cifra del 7,08 por ciento se publicó en el sitio web de la Comisión Electoral Central, e incluso se mostró en la televisión, y luego la comisión electoral anunció que teníamos el 6,9 por ciento. ¡Esta diferencia simplemente nos la robaron!

Nadezhdin acusó de fraude al vicegobernador de la región de Moscú, Alekséi Panteléiev (según Nadezhdin, los resultados se ajustaron a favor de Rusia Unida).
Del 6 de noviembre de 2008 a 2011, Nadezhdin fue miembro del partido Consejo Político Federal de la Causa Justa.
El 3 de agosto de 2011, Nadezhdin, como líder de la rama de Causa Justa del Óblast de Moscú, dijo en una entrevista: "En la rama del Óblast de Moscú, definitivamente queremos abordar la cuestión rusa". Según él, ya había organizado varias mesas redondas sobre este tema con la participación de nacionalistas, "y por eso ahora en mi departamento se unen en masa oficiales y jóvenes skinheads". Se refirió a ciertos estudios según los cuales, en los últimos años, alrededor de 400 000 personas de las regiones del sur de Rusia se han trasladado a la región de Moscú para residir permanentemente. Nadezhdin, argumentando su posición, subrayó que "la región de Moscú es tierra rusa". El líder del partido, Mijaíl Prójorov, reaccionó con bastante dureza ante estas declaraciones. Prójorov escribió en su blog: "No hemos incluido a ningún nacionalista en ninguna lista de partido y no los incluiremos. Causa Justa no se ocupará de ningún movimiento nacionalista". Algunos miembros del partido propusieron expulsar a Nadezhdin del partido.
En las elecciones legislativas rusas de 2011, Nadezhdin se negó a entrar entre los tres primeros de la lista electoral federal de Causa Justa, pero encabezó la lista del partido en las elecciones a la Duma del Óblast de Moscú.
El 26 de diciembre de 2011, Nadezhdin abandonó Causa Justa, explicando su decisión por el deseo de crear un nuevo partido de derecha junto con el exjefe del Ministerio de Finanzas de la Federación Rusa, Alekséi Kudrin.
En febrero de 2012, en el período previo a las elecciones presidenciales rusas de 2012, Nadezhdin envió una oferta para convertirse en representante autorizado a la sede electoral de todos los candidatos presidenciales, incluido Vladímir Putin. Nadezhdin explicó esto por el deseo de poder nombrar observadores en los colegios electorales. No logró convertirse en el representante autorizado de Putin, pero se convirtió en observador de Putin. A mediados de febrero de 2012, fue registrado como representante autorizado de Serguéi Mirónov.
El 10 de diciembre de 2015, en una reunión de la plataforma liberal del partido Rusia Unida, Nadezhdin anunció su deseo de participar en sus primarias de 2016 para participar en las elecciones a la Duma Estatal en el otoño de 2016, postulándose en el distrito electoral de mandato único 118 de Dmítrov. Esta decisión provocó críticas por parte de sus colegas políticos del campo liberal. El propio Nadezhdin explicó su participación en las primarias por su deseo de comenzar antes la campaña electoral; no tenía intención de postularse para Rusia Unida. Actuó sin éxito en las primarias, perdiendo ante Irina Rodniná.
El 31 de octubre de 2023, el Consejo Político del partido Iniciativa Cívica decidió apoyar a Borís Nadezhdin en las elecciones presidenciales de Rusia de 2024 y declaró su disposición a nominarlo como candidato del partido. El 23 de diciembre de 2023, el VII Congreso extraordinario del partido nominó por unanimidad a B. B. Nadezhdin como candidato para las elecciones presidenciales de 2024.
El 8 de febrero de 2024, la comisión electoral rusa vetó al opositor Borís Nadezhdin, crítico con el Kremlin y la guerra con Ucrania apuntalando hacia un autoritarismo consolidado en la federación rusa.